# Mattias syn Teofila (II)
Mattias syn Teofila (I w. n.e.) – arcykapłan w latach 65-68.
Był synem Teofila, arcykapłana w latach 37-41. Arcykapłanami byli również dziadek Mattiasa – Annasz syn Setiego oraz stryjowie: Eleazar syn Annasza, Jonatan syn Annasza, Mattias syn Annasza i Annasz syn Annasza.
Mattias został ustanowiony arcykapłanem przez Heroda Agryppę II w 65 roku. Zastąpił na tym urzędzie Jezusa syna Gamaliela.